# Rhagada basedowana
Rhagada basedowana är en snäckart som beskrevs av Tom Iredale 1939. Rhagada basedowana ingår i släktet Rhagada och familjen Camaenidae. Inga underarter finns listade i Catalogue of Life.